# Američki engleski jezik
Američki engleski jezik (American English, skr. AmE,  AE, AmEng, USEng, en-US, poznat i kao United States English ili US-English),  inačica je engleskoga jezika kojom govore stanovnici SAD-a, a koja obuhvaća sve dijalekte i govore engleskoga na prostoru SAD-a. Iako nema status službenoga jezika, u praksi ima tu ulogu kao jezik s najviše govornika i jezik zakonskih propisa, isprava i svakodnevni govorni jezik. Smatra se kako je od 20. stoljeća postao najutjecajnija, a brojem govornika najgovorenija inačica engleskoga jezika u svijetu. Glavni je čimbenik amerikanizacije i globalizacije u jezičnomu smislu.